# Drewnojad (owad)

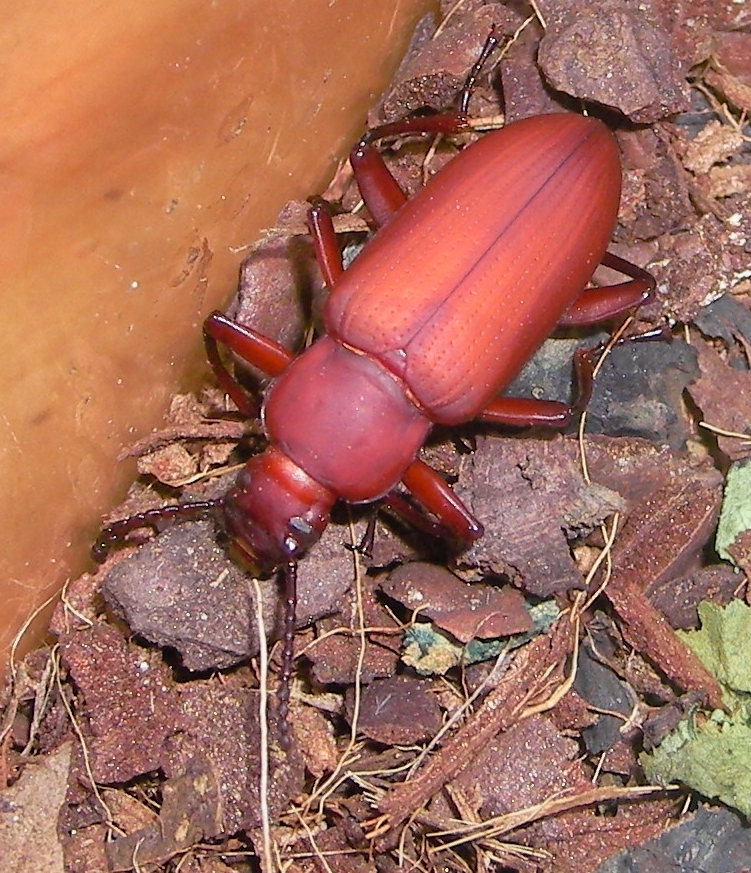
Imago

Drewnojad (Zophobas morio) − chrząszcz z rodziny czarnuchowatych.
Popularny jako owad karmowy ze względu na łatwość w hodowli i pożywność.

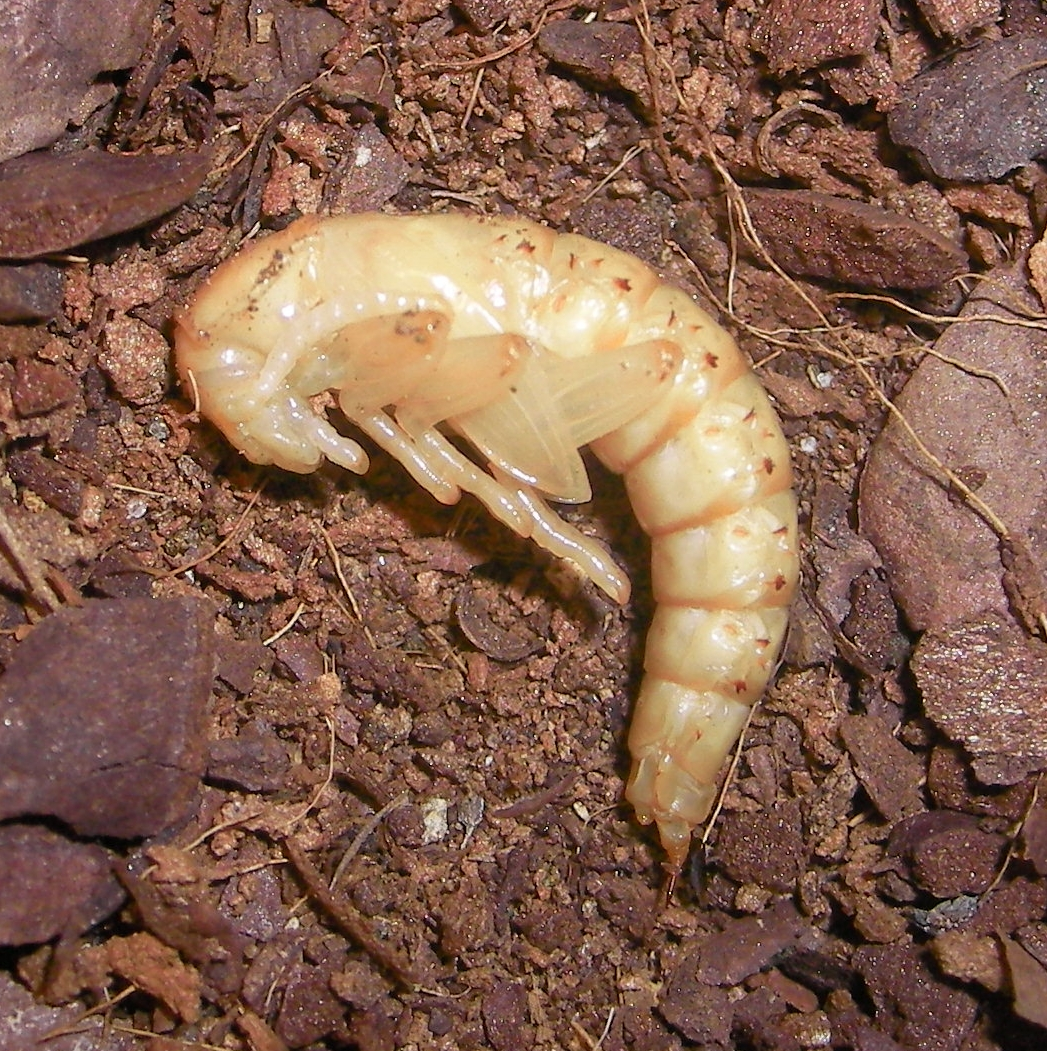
Poczwarka

## Charakterystyka
- Rozmiary:
  - 3,3 − 5 cm larwa
  - 2 − 3 cm imago
- Pokarm:

Drewno, owoce, warzywa, mięso.
- Wygląd:

Larwy są podobne do larw mącznika młynarka, choć są znacznie większe i bardziej tłuste. Mają 3 pary krótkich odnóży i podłużne, posegmentowane ciało koloru jasnopomarańczowego.
Dorosłe chrząszcze są przysadziste, czarne lub brązowe, okryte twardym chitynowym pancerzykiem.

## Hodowla
Owad ten jest łatwy w hodowli. Nadają się do tego szklane lub plastikowe pojemniki, nie muszą być nakryte, gdyż te chrząszcze nie latają i nie wspinają się na ścianki. Podłoże powinno mieć grubość ok. 10 cm i składać się z wiórków drewna. Głównym źródłem wody dla chrząszczy są owoce − nie można też zapomnieć o podawaniu mięsa; dzięki temu ograniczy się kanibalizm.
Chrząszcz najczęściej jest wykorzystywany jako pokarm dla ptaszników, gryzoni, jaszczurek oraz modliszek.